# Mohamed Hamouda
Mohamed Hamouda (ur. w Kairze) – egipski bokser.
Reprezentował Egipt na Letnich Igrzyskach Olimpijskich w 1948, zajmując 17. miejsce.